# Yuyuan (stacja metra)
Yuyuan (chiń. 豫园站) – stacja początkowa metra w Szanghaju, na linii 10. Zlokalizowana jest pomiędzy stacjami Nanjing Dong Lu i Laoximen. Została otwarta 10 kwietnia 2010.